# Glafira Iwanowna Okulowa
Glafira Iwanowna Okulowa (russisch Глафира Ивановна Окулова; * 23. Apriljul. / 5. Mai 1878greg. im Dorf Schoschino, Gouvernement Jenisseisk; † 18. September 1957 in Moskau) war eine russische Revolutionärin.

## Leben
Geboren im Gouvernement Jenisseisk heiratete Okulowa den Revolutionär Iwan Adolfowitsch Teodorowitsch. 1899 wurde sie Mitglied der SDAPR und betrieb sozialdemokratische Propaganda in den Arbeiterzirkeln Kiews. Als Vertriebsfunktionär der Iskra arbeitete sie in Samara und Moskau. Von November 1905 bis 1908 leistete sie Parteiarbeit in Sankt Petersburg.
Nach der Februarrevolution 1917 war sie Mitglied des Krasnojarsker Gouvernementsexekutivkomitees und aktive Teilnehmerin an der Errichtung der Sowjetmacht in der Region. 1918/20 war sie Mitglied des Gesamtrussischen Zentralexekutivkomitees und des Präsidiums des Gesamtrussischen Zentralexekutivkomitees, sowie Leiterin der Politabteilung der Ostfront und Mitglied des Revolutionären Kriegsrates der 1., 8. und der Reservearmee. Nach dem Bürgerkrieg widmete sie sich der Partei- und wissenschaftlich-pädagogischen Arbeit.
1937 fiel ihr Ehemann den Stalinschen Säuberungen zum Opfer. Okulowa starb 1957 und wurde auf dem Nowodewitschi-Friedhof beerdigt.